# Ideonella sakaiensis
Ideonella sakaiensis là một loài vi khuẩn thuộc chi Ideonella, họ Comamonadaceae, được cho là có khả năng phân hủy nhựa PET trong việc tiêu hủy/tái chế rác thải chai nhựa.

## Phát hiện
I. sakaiensis được phát hiện năm 2016 bởi nhóm nghiên cứu khoa học công nghệ tại đại học Keio, sau khi phân lập một số mẫu rác thải nhựa đã bị phân giải thành nguồn carbon cho sinh trưởng. Vi khuẩn này tiết ra enzyme phân giải cần nước, cắt các chuỗi polyme trong nhựa PET thành các acid terephthalic và ethylene glycol.